# Andrés Reguera Guajardo
Andrés Reguera Guajardo (Segovia, 16 de noviembre de 1930 - Madrid, 6 de junio de 2000) fue un político español. 

## Biografía
Nació en Segovia el 16 de noviembre de 1930. Licenciado en Derecho por la Universidad de Madrid, ingresa por oposición en 1960 en el cuerpo de Abogados del Estado. Fue luego primer abogado en Vizcaya y en el Ministerio de Obras Públicas hasta 1968. Procurador del tercio familiar por Segovia fue designado ministro de Información y Turismo, departamento a extinguir del que fue último titular entre julio de 1976 y julio de 1977, en el gobierno de Adolfo Suárez. En el ejercicio de este último cargo inauguró el 4 de septiembre de 1976 el parador nacional de turismo de Tortosa (Tarragona), situado en el castillo de la Zuda.